# Cantó de Shahba
El cantó de Shahba (en kurd: Kantona Şehba; en àrab: مقاطعة الشهباء; en siríac: ܦܠܩܐ ܕܓܙܪܬܐ) és el cantó de la de facto regió autònoma de la Federació Democràtica de Síria Del nord, coneguda com a Rojava. El cantó va ser establert per administrar les àrees alliberades per les Forces Democràtiques Sirianes (FDS) de l'Estat Islàmic (EI) a la Governació d'Alep a l'oest de l'Eufrates.
El Cantó de Shahba va ser fundat durant la primera i segona conferències sobre la regió a la ciutat d'Afrin, el 28 de gener de 2016 i entre el 2 i el 4 de febrer 2016. Les conferències van promoure la creació de la Assemblea Regional de Shahba amb el seu propi consell i una administració autònoma, creada el 22 de març de 2016. Les fronteres del cantó són subjectes de canviar segons el desenvolupament de la Guerra Civil Siriana.

## Geografia
Shahba és un sobrenom de la ciutat de Alep. El Cantó de Shahba, doncs, denota les parts de del nord de la Governació d'Alep,a Síria, sota el control administratiu de Rojava. Se situa a la Governació d'Alep, a l'oest del riu Eufrates, integrat majoritàriament per parts del Districte d'Azaz i el de Manbij.
El Cantó de Shahba es troba partit actualment en dues parts arran de l'ocupació, pactada amb l'Exèrcit Àrab Sirià (SAA), d'una àrea al sud d'al-Bab, i per l'Exèrcit Lliure de Síria i les forces turques que ocupen la frontera turca en el del nord. La part occidental del Cantó està situada al voltant de la ciutat de Tel Rifaat i la part oriental al voltant de la ciutat de Manbij, Arima i Tishrin. L'àrea de Tel Rifaat limita amb el Cantó d'Afrin a l'oest. L'àrea oriental, Manbij, limita amb el Cantó de Kobanî.
El paisatge es compon majoritàriament de planes i turons baixos, amb els rius Dhahab i Sajur. El seu clima és mediterrani càlid, segons la classificació climàtica de Köppen, i regions més fredes i semiàrides del sud.

## Demografia
La població és altament diversa pel que fa a ètnies. Es compon de àrabs sirians i kurds arabizats al llarg de tot el Cantó, així com una considerable població circassiana a la ciutat de Manbij i un considerable nombre de turcmans i turcs al nord del cantó. La toponímia i els mapes publicats per les autoritats colonials franceses indiquen que un percentatge important d'habitants de Shahba són classificats oficialment com àrabs però tenen orígens kurds.
Des de març de 2016, hi ha 450 poblacions habitades al cantó de Shahba, 217 d'elles majoritàriament kurdes. La població aproximada del Cantó ascendeix a 1,8 milions.
Manbij i Tell Rifaat són les ciutats més grans. Segons el cens sirià de 2004, Manbij tenia 99.497 habitants i Tell Rifaat 20.514.

## Educació
A l'est del Cantó, a Manbij, l'escola pública ha recuperat la normalitat secular després de l'alliberament de l'Estat Islàmic.

## Política
Des de la seva fundació, el Cantó de Shahba té una Assemblea Regional de Shahba amb el seu propi consell i el seu senat.
L'Assemblea Regional de Shahba té un representant directe a l'Consell Democràtic de Síria i Cîhan Xedro n'és formalment el delegat.
El Cantó de Shahba es regeix seguint la Constitució de Rojava. Es fa notar per la seva explícita defensa dels drets de les minories, la igualtat de gènere i una organització de democràcia directa coneguda com a Confederalisme Democràtic.
L'article 8 de la constitució de 2014 estableix que "tots els cantons de les comunitats autònomes es basen en el principi de l'autogovern local. Poden triar lliurement els seus representants i els seus òrgans representatius i poden exercir els seus drets en la mesura que no contravingui els articles de la Carta".
El partit governant del Cantó de Shahba és l'Aliança Democràtica Nacional Síria (en àrab: التحالف الوطني الديمقراطي السوري), un partit polític multiètnic d'esquerres creat el 2014 al nord de Síria.
El 12 de març de 2017, l'Assemblea Legislativa de Manbij va aprovar les copresidències que van assumir-ne el càrrec.
El 2 d'abril de 2017, el consell de Sahbaa va celebrar una reunió amb els habitants del poble de Nayrabiyah del districte d'Al-Bab i va anunciar la creació del consell de Nayrabiyah.

## Forces de seguretat
Com en tots els cantons de Rojava, la seguretat és controlada per les forces policials Asayish. Els mitjans de comunicació internacionals han reportat un gran interès en la població del Cantó per unir-se a aquestes forces, amb una forta presència de dones.
El 22 de febrer de 2017, les Asayish van lliurar la responsabilitat de seguretat de Manbij a una força de seguretat pròpia de la ciutat.